# Proteas
Proteas (12 de enero de 1997) es la mascota oficial de los Juegos Paralímpicos de Atenas 2004, que se celebraron en Atenas en septiembre de 2004.